# Manticao
Manticao è una municipalità di quarta classe delle Filippine, situata nella Provincia di Misamis Oriental, nella Regione del Mindanao Settentrionale.
Manticao è formata da 13 baranggay:
- Argayoso
- Balintad
- Cabalantian
- Camanga
- Digkilaan
- Mahayahay
- Pagawan
- Paniangan
- Patag
- Poblacion
- Punta Silum
- Tuod
- Upper Malubog